# A-30 (航空機)
A-23 / A-30 / バルティモア
飛行するバルティモア Mk.V FW605号機
(撮影年不詳、RAAF所属)
- 用途：攻撃機、爆撃機、偵察機、哨戒機、標的曳航機
- 分類：攻撃機 / 軽爆撃機
- 製造者：グレン・L・マーティン社
- 運用者

  -  イギリス空軍
  -  オーストラリア空軍
  -  カナダ空軍
  -  南アフリカ空軍
  -  イタリア空軍　など
  -  フランス空軍（予定）
- 初飛行：1941年6月14日
- 生産数：1,575機
- 生産開始：1941年
- 運用開始：1941年
- 退役：1949年12月23日（アメリカ海軍）
- 運用状況：退役
- 原型機：XA-22 / メリーランド軽爆撃機

バルティモア（Martin Baltimore ）は、アメリカのマーティン社が開発し、主にイギリス空軍で運用された軽爆撃機。
名称の「バルティモア (Baltimore)」は、アメリカのメリーランド州最大の都市であるボルティモア市のことである。

## 概要
メリーランド軽爆撃機の発展型として開発された。レンドリース法に従いイギリス空軍などに貸与された。イギリス空軍においては、第二次世界大戦後半に地中海方面で活躍した。アメリカ陸軍でもA-23として採用し、レンドリースに充てようとしたがフランスの陥落によりA-30として再度採用しイギリスへ貸与したが、アメリカでは本機は運用されなかった。

## 開発
本機はメリーランドの発展型としてフランス空軍からの要望により開発された。生産1号機は1941年6月に初飛行し、1944年5月までに1,575機生産された。しかし、フランス空軍イギリス空軍は主に地中海方面で本機を軽爆撃機として使用した。また、イギリスを通じてオーストラリアや南アフリカに譲渡された機体もあった。
この爆撃機の性能に興味を示したアメリカでは、ごく少数購入して性能試験をおこなったものの、採用はされなかった。A-23の呼称を与えたが、結局陸軍が発注した機体はすべてイギリスに送られアメリカ本国で使用された機体はなかった。

## 設計
本機はメリーランドの発展型として開発されたことにより、当初からイギリス空軍の仕様に合わせた設計となっていた。メリーランドとの相違点は、エンジンを大幅に強化したことと、胴体を太くして爆弾搭載量を増加させ、胴体内で乗員が前後に自由に行き来することが可能だった。防御武装も強化された。

## 戦績
英国における最初の配属部隊は第223飛行中隊で、その後5個中隊に増設され、北アフリカ戦線に展開しドイツアフリカ軍団の攻撃に活躍した。
以後シシリー島攻略やイタリア本土攻撃に参加した。イタリア戦線だけでも合計5,000回を超える出撃を行い6,000tを上回る爆弾を投下した。またイギリス軍の仕様に従い11挺の7.7mm機銃を備え低空からの地上攻撃も行った。

## スペック
- 全長：18.70 m
- 全幅：14.80m
- 全高：4.33m
- 全備重量：10,270 kg
- エンジン：ライト R-2600-29 空冷星型14気筒 1,700hp×2
- 最大速度：515 km/h
- 実用上限高度：7,620 m
- 航続距離：1,530 km(爆装)/4,180 km(輸送)
- 武装
  - 爆弾 908 kg
  - 7.7mm機銃×11
- 乗員 4名

出典--第2次大戦アメリカ軍用機の全貌(1964年)酣燈社・刊>